# Jack Wilshere
Jack Andrew Garry Wilshere (* 1. ledna 1992 Stevenage) je bývalý anglický profesionální fotbalista, který hrával na pozici středního či ofensivního záložníka. Svoji hráčskou kariéru ukončil v létě 2022 v dánském klubu Aarhus GF. Mezi lety 2010 a 2016 odehrál také 34 zápasů v dresu anglické reprezentace.
Fabio Capello ho označil za budoucího kapitána Anglie. Od začátku kariéry se potýká s problémem obou kotníků.

## Reprezentační kariéra
V A-mužstvu Anglie debutoval 11. 8. 2010 v přátelském zápase v Londýně proti reprezentaci Maďarska (výhra 2:1).
Trenér Roy Hodgson jej vzal na Mistrovství světa 2014 v Brazílii, kde Angličané vypadli již v základní skupině D, když obsadili s jedním bodem poslední čtvrtou příčku.
Pod vedením trenéra Roye Hodgsona se zúčastnil i EURA 2016 ve Francii, kam se Anglie probojovala z kvalifikační skupiny E s 5 body. Wilshere byl v sezóně 2015/16 dlouhou dobu kvůli zranění bez zápasového vytížení, přesto jej nominace neminula.

## Úspěchy

### Klubové

#### Arsenal

##### Akademie
- Premier Academy League: 2008/09
- FA Youth Cup: 2008/09

##### Seniorské
- FA Cup: 2013/14, 2014/15
- Community Shield: 2014

### Reprezentační
- Victory Shield: 2006, 2007

### Individuální
- Mistrovství Evropy ve fotbale hráčů do 17 let Tým turnaje : 2009[zdroj?]
- Nejlepší mladý hráč roku podle PFA – 2010/11[5]
- Tým roku Premier League podle PFA – 2010/11[6]
- Gól měsíce podle BBC – říjen 2013
- Gól sezóny podle BBC – 2013/14,[7] 2014/15[8]
- Nejlepší klubový hráč sezóny Arsenalu – 2010/11[9]
- Nejlepší klubový hráč měsíce AFC Bournemouthu – listopad 2016,[10] prosinec 2016[10]

## Statistiky

### Klubové
Aktuální k 12. 12. 2014
| Klub                        | Sezóna           | Liga   | Liga | FA Cup | FA Cup | League Cup | League Cup | Evropa | Evropa | Ostatní | Ostatní | Celkem | Celkem |
| Klub                        | Sezóna           | Starty | Góly | Starty | Góly   | Starty     | Góly       | Starty | Góly   | Starty  | Góly    | Starty | Góly   |
| --------------------------- | ---------------- | ------ | ---- | ------ | ------ | ---------- | ---------- | ------ | ------ | ------- | ------- | ------ | ------ |
| Arsenal FC                  | 2008/09          | 1      | 0    | 2      | 0      | 3          | 1          | 2      | 0      | 0       | 0       | 8      | 1      |
| Arsenal FC                  | 2009/10          | 1      | 0    | 1      | 0      | 2          | 0          | 3      | 0      | 0       | 0       | 7      | 0      |
| Arsenal FC                  | 2010/11          | 35     | 1    | 2      | 0      | 5          | 0          | 7      | 1      | 0       | 0       | 49     | 2      |
| Arsenal FC                  | 2011/12          | 0      | 0    | 0      | 0      | 0          | 0          | 0      | 0      | 0       | 0       | 0      | 0      |
| Arsenal FC                  | 2012/13          | 25     | 0    | 4      | 1      | 1          | 0          | 3      | 1      | 0       | 0       | 33     | 2      |
| Arsenal FC                  | 2013/14          | 24     | 3    | 3      | 0      | 1          | 0          | 7      | 2      | 0       | 0       | 35     | 5      |
| Arsenal FC                  | 2014/15          | 9      | 1    | 0      | 0      | 1          | 0          | 5      | 0      | 1       | 0       | 16     | 1      |
| Arsenal FC                  | Celkem           | 95     | 5    | 12     | 1      | 13         | 1          | 27     | 4      | 1       | 0       | 148    | 11     |
| Bolton Wanderers FC (host.) | 2009/10          | 14     | 1    | 0      | 0      | 0          | 0          | —      | —      | —       | —       | 14     | 1      |
| Celkem v kariéře            | Celkem v kariéře | 109    | 6    | 12     | 1      | 13         | 1          | 27     | 4      | 1       | 0       | 162    | 12     |